# Cossombrato
Cossombrato, (Cossombrà en piemontès) és un municipi situat al territori de la província d'Asti, a la regió del Piemont (Itàlia).
Limita amb els municipis d'Asti, Castell'Alfero, Chiusano d'Asti, Corsione, Montechiaro d'Asti i Villa San Secondo.
La frazione de Madonna dell'Olmetto pertany al municipi.